# 谷川理音
谷川 理音（たにがわ りおん、2009年8月1日 - ）  は、日本の男性子役。

## 出演

### テレビ番組
- ミライの暮らし 新しい年を“ミライ”の快適・安全な生活でスタート（毎日放送）
- サタデープラス（毎日放送） - 再現VTR
- 天才てれびくんhello,（2020年4月6日 - 2021年4月1日、NHK Eテレ）- てれび戦士

### CM
- 中野物産 中野の都こんぶ
- キッザニア甲子園（2020年5月 - 2021年3月） - ラジオCM